# PR Водолея
PR Водолея (лат. PR Aquarii) — одиночная переменная звезда в созвездии Водолея на расстоянии (вычисленном из значения параллакса) приблизительно 33180 световых лет (около 10173 парсеков) от Солнца. Видимая звёздная величина звезды — от +13,1m до +12,4m.

## Характеристики
PR Водолея — красная пульсирующая медленная неправильная переменная звезда (LB) спектрального класса M5 или M5/6. Эффективная температура — около 3358 К.